# Hoverdenia
- Commons
- Wikispecies

Hoverdenia Nees, segundo o Sistema APG II, é um gênero botânico da família Acanthaceae.

## Espécie
Apresenta uma única espécie:
- Hoverdenia speciosa Nees
- «Lista das espécies»

## Nome e referências
Hoverdenia C.G.D. Nees , Alph. de Candolle, 1847

## Classificação do gênero
| Sistema | Classificação                       | Referência            |
| ------- | ----------------------------------- | --------------------- |
| APG II  | Ordem Lamiales, família Acanthaceae | APweb, versão 9, 2008 |